# جواو توريس
جواو توريس (بالبرتغالية: João Torres‏) هو مهندس مدني وسياسي برتغالي، ولد في 24 أبريل 1986 في مايا في البرتغال. حزبياً، نشط في الحزب الاشتراكي (البرتغال). وقد انتخب عضو مجلس الجمهورية ‏.